# Gournia

Mapa minojské Kréty

Gournia (jiné názvy: starořecky Gournia/Gurna, lidové názvy: Město malých lidí, minojské Pompeje) bylo minojské neopevněné městečko na severovýchodní Krétě.
„Panský dům“ (malý palác) vznikl uprostřed aglomerace v 18. století př. n. l. Městečko bylo zničeno kolem roku 1200 př. n. l., pravděpodobně při požáru. Američtí archeologové odkryli městečko s obytnými domy, dílnami a obchody. Šlo pravděpodobně o důležité středisko keramické výroby s produkcí v pozdním palácovém stylu.
Z urbanistického hlediska bylo městečko velmi důmyslně založené. Centrum bylo na vrcholu pahorku, na jehož svahu se rozprostírá. Tam stál i „Panský dům“ a svatyně. Jednotlivé části města byly pospojovány dlážděnými ulicemi. Domy byly jedno- až dvoupatrové. Na přízemí se choval dobytek a ukládaly zásoby, v horních částech byly obytné prostory.
Podle dutin ve zdech se zjistilo, že se při výstavbě domů používali dřevěné kostry. Někde jsou před domy napajedla (řecky Gournes) pro dobytek. Minojský název města se nezachoval, proto mu byl dán název podle těchto napajedel.
Gournia byla objevena ve stejném období jako Knóssos. Výkopy vedla archeoložka Harriet Boydová-Hawesová, což bylo neobyčejné, neboť toto odvětví bylo ovládáno výhradně muži. I to byl důvod, proč její nálezy přijal svět vlažně.